# Julija Lachowa
Julija Lachowa (ur. 8 lipca 1977) – rosyjska lekkoatletka specjalizująca się w skoku wzwyż.

## Osiągnięcia
- srebro mistrzostw Europy juniorów (Nyíregyháza 1995)
- złoty medal mistrzostw świata juniorów (Sydney 1996)
- 4. lokata podczas mistrzostw świata (Ateny 1997)
- 2. miejsce na Finale Grand Prix IAAF (Fukuoka 1997)
- srebrny medal Igrzysk Dobrej Woli (Nowy Jork 1998)

W 1996 Liachowa reprezentowała swój kraj podczas igrzysk olimpijskich w Atlancie, 20. miejsce w eliminacjach nie dało jej awansu do finału.

## Rekordy żcyiowe
- skok wzwyż (stadion) – 1.99 (1997)
- skok wzwyż (hala) – 2.00 (1999)